# Robin Bergqvist
Robin Bergqvist, född 1989 i Västerås, är en svensk speedwayförare. Han blev europamästare 2006 i Stavanger.
2008 körde han för Valsarna och VMS Elit. 2009 körde han för Ikaros/Smederna i Eskilstuna och 2010 för Västervik Speedway.